# Chiesa di Santa Maria Maddalena (Parma)
La chiesa di Santa Maria Maddalena è un luogo di culto cattolico dalle forme barocche e neoclassiche, situato in borgo della Posta 19 a Parma, in provincia e diocesi di Parma; è sede di una parrocchia compresa nella zona pastorale della città. L'edificio, ceduto mediante convenzione alla comunità greco-ortodossa di Parma, è dedicato a San Nettario.

## Storia
La chiesa è ricordata per la prima volta nel 1230, sotto l'episcopato del vescovo Grazia, che fece edificare presso il tempio la residenza dei vescovi suffraganei di Parma, detti appunto "della Maddalena".
Il 16 dicembre 1768 nella chiesa fu commesso un omicidio volontario che la rese "polluta": fu riconciliata il 24 gennaio 1769.
La chiesa è stata affidata alla comunità greco-ortodossa di Parma e ha mutato il titolo dedicandola a San Nectarios di Egina.

## Descrizione
La chiesa è a pianta quadrangolare, a navata unica e possiede un solo altare.
Sull'altare maggiore è presente un quadro con la Maddalena ai piedi del Crocifisso, realizzato da Donnino Pozzi; sulle pareti laterali sono due tele con l'Immacolata Concezione, sempre di Pozzi, e San Giuseppe, di Ettore Mossini.
Essendo stata concessa agli ortodossi, davanti all'altare è stata posta un'iconostasi e presenta pitture parietali tipiche della tradizione ortodossa.